# سيدني دا سيلفا
سيدني دا سيلفا (بالبرتغالية: Magal‏) (16 سبتمبر 1980 بتاكواريتينغا في البرازيل - ) هو لاعب كرة قدم برازيلي في مركز الدفاع. لعب مع بورتوغيزا سانتيستا ونادي إنترناسيونال ونادي بونتي بريتا ونادي جوفنتودي ونادي فيتوريا ونادي فيغورينسي ونادي فورتاليزا وماريليا أتلتيكو ‏ وأونياو ساو جواو ‏ ونادي موجي ميريم وSertãozinho Futebol Clube ‏ وGuaratinguetá Futebol ‏ ونادي ميراسول ونادي 15 نوفمبر ‏ ونادي ساو بينتو الرياضي وأمريكا دي ناتال ‏ وريد بول برازيل.

## وصلات خارجية
- سيدني دا سيلفا على موقع قاعدة بيانات كرة القدم.إي يو (الإنجليزية)
- سيدني دا سيلفا على موقع Soccerway.com (الإنجليزية)